# Seabrook (Maryland)
Pour les articles homonymes, voir Seabrook.
Seabrook est une census-designated place située dans le comté du Prince George, dans l’État du Maryland, aux États-Unis. Lors du recensement de 2020, elle comptait 19 627 habitants.